# آنجی فرناندس
آنجی فرناندس (اسپانیایی: Angy Fernández‎؛ ‏اسپانیایی: [ˈaɲɟʝi feɾˈnandeθ]؛ زادهٔ ۵ سپتامبر ۱۹۹۰) بازیگر و خواننده اهل اسپانیا است.
از فیلم‌ها یا مجموعه‌های تلویزیونی که وی در آنها نقش داشته‌است می‌توان به فیزیک یا شیمی اشاره کرد.